# Антифа (США)
Антифа (англ. Antifa) ― ультралевое децентрализованное движение автономных антифашистских и антирасистских групп в Соединённых Штатах Америки. 
Многие действия антифа носят ненасильственный характер, например распространение пропаганды в плакатах или листовках. Иногда антифа прибегают к тактике прямого действия с провоцированием конфликтов как в сети, так и в реальной жизни. К такой тактике относятся: цифровой активизм, нанесение ущерба государственной и частной собственности, физическое насилие и устрашение фашистов, расистов или ультраправых.
Движение антифа является частью антикапиталистических движений и относится к идеологиям левого спектра (в большей степени ― анархизм, социализм, коммунизм, в меньшей степени — либерализм и социал-демократия).